# Estação Bac de Roda

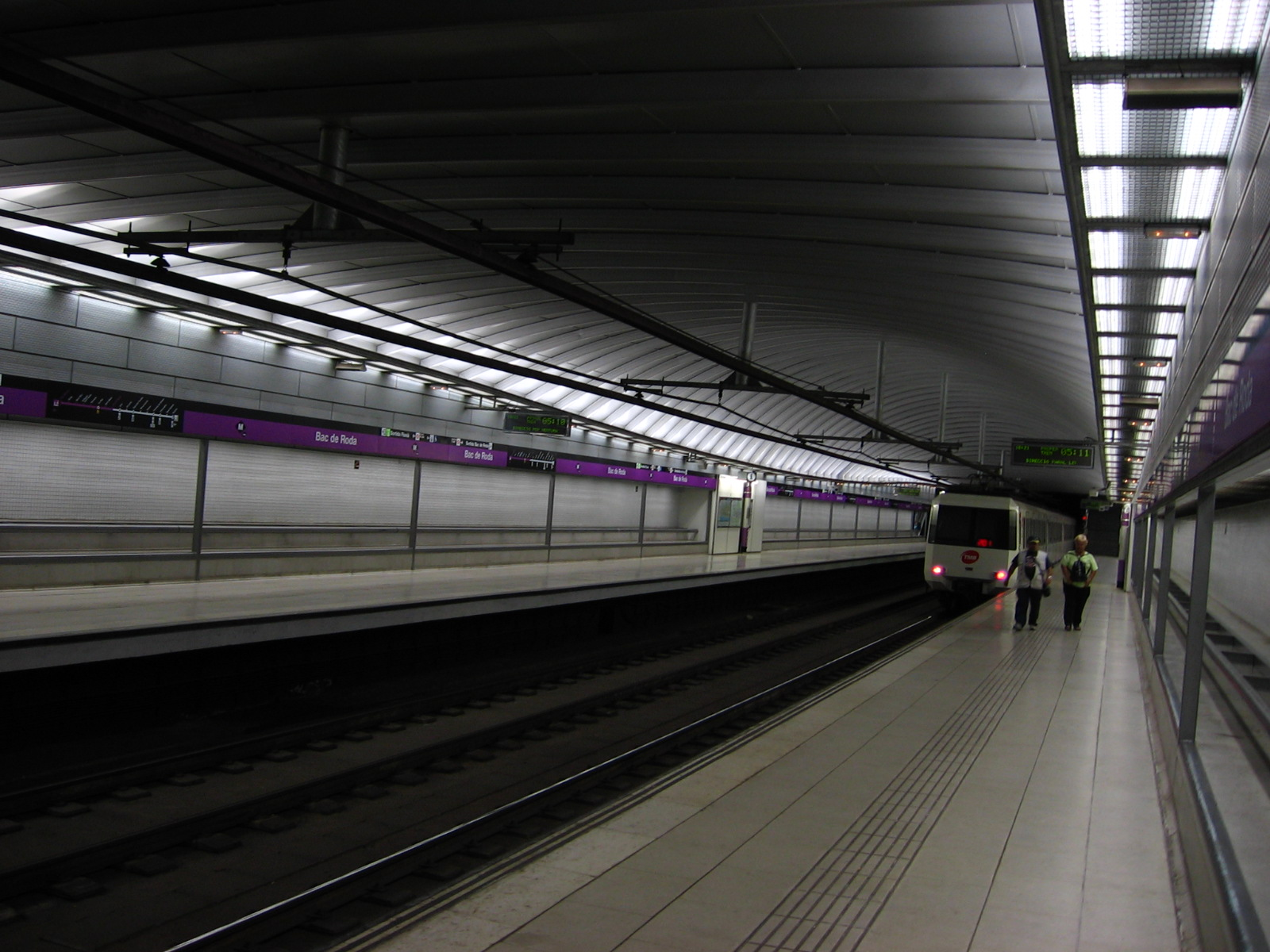
Estação Bac de Roda em 2005.

Bac de Roda é uma estação da linha Linha 2 do Metro de Barcelona.

## História
A estação foi construída no distrito de Sant Martí de Barcelona, e foi inaugurado em 1997 com a abertura do trecho da L2 entre a Sagrada Família e La Pau. A estação Bac de Roda entrou em operação em 20 de setembro de 1997, a cerimónia de abertura foi presidida pelo Presidente da Câmara de Barcelona, Pasqual Maragall i Mira e pelo Presidente da Generalitat da Catalunha, Jordi Pujol.

## Acesso à estação
A estação está localizada embaixo da Carrer Guipúscoa, entre a Carrer Bac de Roda e a Carrer Fluvià, e cerca de 100 metros ao sul da icônica Ponte Bac de Roda.
- Fluvià
- Bac de Roda

## Expansão
O Plano Diretor de Infraestrutura ATM 2009-2018 prevê a criação da linha FGC Poblenou-UAB passando por esta estação,  tanto como extensão da linha 8 quanto como linha independente.